# Virginia Weidler
Virginia Anna Adeleid Weidler (Eagle Rock, 21 de março de 1927 - Los Angeles, 1 de julho de 1968) foi uma atriz infantil americana, popular nos filmes de Hollywood nas décadas de 1930 e 1940.

## Início da vida e carreira
Virginia foi a sexta e última criança nascida de Alfred Weidler, arquiteto, e Margaret Weidler (nascida Margarete Therese Louise Radon; 1890–1987), ex-cantora de ópera. Ela foi a segunda criança Weidler nascida nos Estados Unidos depois que a família emigrou da Alemanha em 1923.
Ela fez sua primeira aparição no cinema em 1931. Seu primeiro papel creditado foi como Europena na Sra. Wiggs, do Cabbage Patch (1934), um papel que ela ganhou aos sete anos de idade, depois de ter sido vista na peça Autumn Crocus. Virginia causou uma grande impressão no público como a menininha que "prendia a respiração até eu ficar de cara negra" para conseguir o que queria.
Pelos próximos anos, ela apareceria em muitos filmes memoráveis, de Laddie (1935), de George Stevens, a um papel coadjuvante crucial em Souls at Sea (1938), estrelado por Gary Cooper e George Raft. Apesar de estar sob contrato com a Paramount, assim como muitos de seus papéis no período, foram emprestados à RKO-Radio Pictures.
Quando a Paramount não prorrogou seu contrato, ela assinou pela Metro-Goldwyn-Mayer em 1938. Seu primeiro filme na MGM foi com o ator Mickey Rooney em Love Is a Headache (1938). O filme foi um sucesso e Weidler mais tarde foi escalada para papéis maiores. Ela foi um das atrizes do filme de 1939, The Women, como filha da personagem de Norma Shearer.

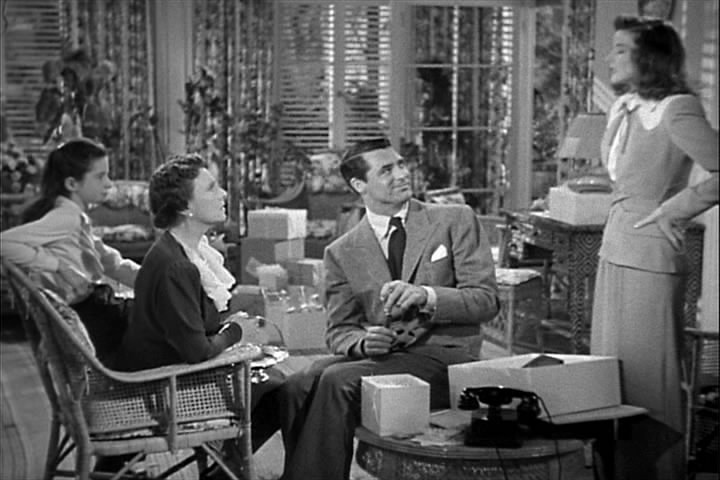
Weidler (extrema esquerda) com Mary Nash, Cary Grant e Katharine Hepburn em The Philadelphia Story (1940)

Seu próximo grande sucesso foi The Philadelphia Story (1940), no qual ela interpretou Dinah Lord, a espirituosa irmã mais nova de Tracy Lord (Katharine Hepburn). Sua carreira cinematográfica terminou com o filme de 1943, Best Foot Forward.
Quando se aposentou da tela aos 16 anos, ela apareceu em mais de quarenta filmes e atuou com algumas das maiores estrelas do dia, incluindo Clark Gable e Myrna Loy em Too Hot to Handle, Bette Davis em All This and Heaven Too e Judy Garland em Babes na Broadway.

## Família

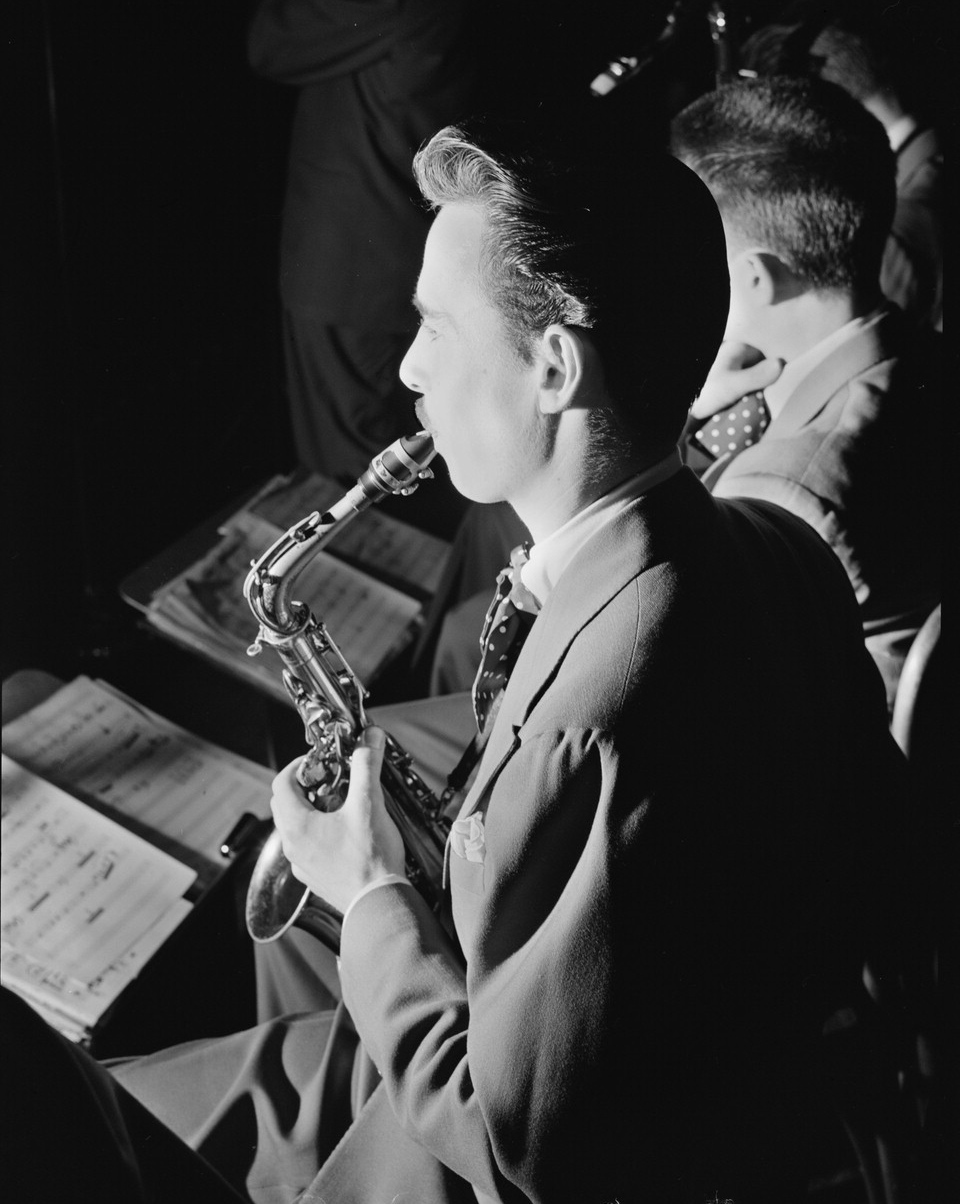
Irmão George William Weidler, cuja primeira esposa foi Doris Day

Além de seus pais, Virginia tinha três irmãos e duas irmãs. Seus irmãos Warner (nascido em Werner), Walter (nascido em Wolfgang) e George eram músicos de sucesso, eventualmente possuindo seu próprio estúdio de gravação. Seu irmão George foi casado com a cantora e atriz Doris Day de 1946 a 49 (seu primeiro casamento). Suas irmãs, Sylvia (nascida em Waltraud) e Renee (nascida em Verena), também estavam envolvidas no show business antes do casamento.
Seu pai transformou suas habilidades arquitetônicas em uma carreira construindo cenários em miniatura para a 20th Century Fox.

## Casamento
Em 27 de março de 1947, aos 20 anos, Weidler se casou com Lionel Krisel. Eles tiveram dois filhos, Ron e Gary.

## Morte
Após sua aposentadoria, Weidler não deu entrevistas pelo resto de sua vida. Ela foi casada com Krisel até sua morte aos 41 anos em Los Angeles, em 1º de julho de 1968. Weidler sofreu de uma doença cardíaca por muitos anos e morreu de um ataque cardíaco.

## Legado
Embora não tivesse a mesma capacidade de atrair o público tal como Shirley Temple da Fox ou Jane Withers, Virginia Weidler ainda tem seguidores leais até hoje. Em 2012, a Virginia Weidler Remembrance Society foi criada para homenagear sua vida e carreira.
No final de 2016, o Conselho da Cidade de Los Angeles homenageou Weidler proclamando 21 de março de 2017, que seria seu aniversário de 90 anos, como A Celebration of Virginia Weidler.

## Filmografia parcial
- Surrender (1931) - Garotinha (não-creditado)
- After Tonight (1933) - Olga, sobrinha de Carla (não-creditado)
- Long Lost Father (1934) - Garota do pier (não-creditado)
- Stamboul Quest (1934) - Criança (não-creditado)
- Mrs. Wiggs of the Cabbage Patch (1934) - Europena Wiggs
- Laddie (1935) - 'Little Sister' Stanton
- The Big Broadcast of 1936 (1935) - Garotinha no Hospital
- Freckles (1935) - Laurie Lou Duncan
- Peter Ibbetson (1935) - Mimsey - Mary aos 6
- Timothy's Quest (1936) - Samantha Tarbox
- Trouble for Two (1936) - Miss Vandeleur as a Child (cenas deletadas)
- Girl of the Ozarks (1936) - Edie Moseley
- The Big Broadcast of 1937 (1936) - Florista
- Maid of Salem (1937) - Nabby - Their Daughter
- The Outcasts of Poker Flat (1937) - 'Luck'
- Souls at Sea (1937) - Tina
- Love Is a Headache (1938) - Jake O'Toole
- Scandal Street (1938) - Wilma 'Willie' Murphy
- Men with Wings (1938) - Peggy Ranson at Age 8
- Mother Carey's Chickens (1938) - Lally Joy Popham
- Too Hot to Handle (1938) - Hulda Harding
- Out West with the Hardys (1938) - 'Jake' Holt
- The Great Man Votes (1939) - Joan
- The Lone Wolf Spy Hunt (1939) - Patricia
- Fixer Dugan (1939) - Ethel Myrtle 'Terry' O'Connell
- The Rookie Cop (1939) - Nicey
- Outside These Walls (1939) - Ellen Sparling
- The Spellbinder (1939) - Garota (não-creditado)
- The Under-Pup (1939) - Janet Cooper
- The Women (1939) - Little Mary
- Bad Little Angel (1939) - Patricia Victoria 'Patsy' Sanderson
- Henry Goes Arizona (1939) - Molly Cullison
- Young Tom Edison (1940) - Tannie Edison
- All This and Heaven Too (1940) - Louise de Praslin
- Gold Rush Maisie (1940) - Jubie Davis
- The Philadelphia Story (1940) - Dinah Lord
- Keeping Company (1940) - Harriet Thomas
- Barnacle Bill (1941) - Virginia Johansen
- I'll Wait for You (1941) - Elizabeth 'Lizzie' Miller
- Babes on Broadway (1941) - Barbara Jo
- Born to Sing (1942) - Patsy Eastman
- This Time for Keeps (1942, também chamado de Over the Waves) - Harriett Bryant
- The Affairs of Martha (1942) - Miranda Sommerfield
- The Youngest Profession (1943) - Joan Lyons
- Best Foot Forward (1943) - Helen Schlesinger